# Murina suilla
Murina suilla es una especie de murciélago de la familia Vespertilionidae. Se lo puede encontrar en Brunéi, Indonesia y Malasia.

## Distribución y hábitat
Habita en la península de Malaca, y las islas de Sumatra, Java, Borneo, y Nias. 
La especie se encuentra en zonas montañosas del sureste de Asia. Prefiere áreas cercanas a campos cultivados, donde se alimenta de insectos. Es muy raro encontrarlo en hábitats sobre los 1000 m s. n. m.

## Características
La especie tiene un cuerpo de 3,3 a 6,0 cm de largo, y un antebrazo de 2,6 to 4,5 cm. Poseen un pelaje dorsal marrón grisáceo, y una zona ventral crema. La membrana de sus alas es marrón. No poseen dimorfismo sexual.